# Вилхелм фон Бринкен
Вилхелм Фердинанд фон Бринкен, (на немски: Wilhelm von Brincken) известен още като Роджър Бекуит и Уилям Вон (роден на 27 май 1881 г. във Фленсбург, Германска империя; † 18 януари 1946 г. в Лос Анджелис, Калифорния, САЩ) е американски филмов актьор, роден в Германия.

## Биография
Вилхелм фон Бринкен посещава университет в Страсбург и след това води живот на авантюрист, който го отвежда в Африка, където работи като ловец на едър дивеч. У дома той преследва кариера като кавалерийски офицер и дипломат.
На 31 юли 1910 г. Бринкен се качва от Хамбург на Graf Waldersee за Ню Йорк, където стъпва на американска земя за първи път две седмици по-късно. Веднага след това се установява в Калифорния. Той се нарича Роджър Бекуит в продължение на много години и кандидатства за американско гражданство в новия си роден град Сан Франциско на 5 май 1920 г., което получава десет години по-късно на 12 декември 1930 г.
Междувременно Бринкен прави първите си контакти с филмовата индустрия, първоначално като технически консултант, а от средата на 20-те години на XX век и като актьор в продукциите на Ерих фон Щрохайм. Вилхелм фон Бринкен бързо се превръща в стереотип на немския войник и сприхавия офицер. Оттогава играе предимно роли, често във второразрядни и третокласни филми. Типични персонажи на Бринкен – с тик на лицето и озъбен маниер – са например въздушният ас барон фон Рихтхофен в Höllenflieger на Хауърд Хюз, злодеят опонент Колман Крафтщайн в „Затворникът на Зенда“, капитанът на Вермахта фон Айхен в „Бях нацистки шпионин“ и командир и ловец на подводница с Хъмфри Богарт в пропагандната драма от Втората световна война „Операция в Северния Атлантик“ – роля, която Фон Бринкен говори на немски. В някои от по-късните си филми той нарича себе си Уилям Вон.
След началото на Първата световна война, през 1917 г., Фон Бринкен се оказва заподозрян в шпионска афера за нападение срещу съюзнически кораби с боеприпаси и канадски железопътни тунели и заговор за сваляне на британското управление в Индостан. По тези причини е задържан на остров Ейнджъл, Форт Уинфийлд Скот и остров Алкатрас.
След тежко боледуване Бринкен се оттегля в личния живот през 1944 г. Децата Мило (* 1916) и Джон (* 1918), родени в Сан Франциско, се появяват след ранен развод с американката Бърти Мей, която е двадесет години по-млада от него. Той се жени за втората си съпруга Маргарет, 24 години по-млада от него, през октомври 1928 г.